# الكول
الكَوَل (بفتح الكاف والواو) بهار أسود، مكمل للطبيخ الذي يقدم مع العصيدة السودانية، يستخدمه خاصة أهل غرب السودان (في إقليم دارفور) وهو ذو رائحة نفاذة جداً وطعم لاذع. لا يخلو الطبيخ الدارفوري المصاحب للعصيدة الشهيرة منه.

## إنتاجه واستخراجه
يمر الكوَل بمراحل عديدة لإنتاجه من نبتة تسمى أم الكول تنمو في فصل الخريف في دارفور يقطعون أوراقها ويراعى عدم قطع الثمر مع الأوراق لأنه يفسد الكَوَل وتطحن في المدق البلدي ثم توضع في وعاء فخاري ويدفن لمدة شهر كامل (مدة كافية للتخمير) يحرص حرصا شديداً على ابتعادها من أي ملوثات جوية وإبعاد الذباب عنها.
يفتح الإناء الفخاري بعدها في الصباح الباكر أو مع غروب الشمس مساء حيث يقل تواجد الذباب الذي يعتبر عاملًا أساسيًا في إفساد الكَوَل.
تعجن الخلطة ويعاد تخميرها ثم تفتح ويصفى الماء الذي ينتج من التخمر وتعجن الخلطة ويعاد تخميرها وإغلاقها بإحكام لمدة أسبوع ثم تفتح وتتكرر التصفية والعجن يجفف الكول وينشر في حصير في أماكن بعيدة عن التلوث والذباب وبعيدًا عن أيدي الأطفال العابثة ثم يطحن ليصبح جاهزًا للاستخدام.

## استخدامه وأكله
يضاف للطبخ المصاحب للعصيدة: حيث يدخل في المكونات الأساسية للطبيخ ويسمى حينئذ طبيخ الكَول، كما يمكن تقديمه كبهار جانبي بجانب العصيدة حسب الطلب. يستخدم الماء الناتج من التخمر ويسمى ماء الكول ويدخل في العديد من الطبخات البلدية.